# Three-cone drill
Le three-cone drill, 3-cone drill ou L-drill est un exercice réalisé lors du NFL Scouting Combine afin d'évaluer l'agilité, la rapidité et la fluidité de mouvements des participants.
Trois cônes sont placés à cinq yards l'un de l'autre tout en formant un angle droit. L'athlète part du premier cône alors qu'il a une main au sol, puis va toucher le cône de l'angle droit, revient au cône de départ, le touche, repart contourner l'extérieur du cône de l'angle droit se dirige vers le troisième cône qu'il contourne avant de revenir vers le cône d'angle (en effectuant un huit) pour revenie en courant vers la ligne de départ,.
L'exercice est chronométré et permet de comparer les résultats des différents participants.
Cet exercice est un des plus importants du processus de recrutement des jeunes joueurs universitaires candidats à une carrière professionnelle. Il est spécialement pertinent pour évaluer leurs qualités de pass rusher, puisqu'ils doivent maintenir une certaine accélération en contournant la ligne des joueurs offensifs.